# Liste des unités de l'armée française les plus décorées par type d'arme
Liste des unités les plus décorés de l'armée française par type d'arme.

## Infanterie

### Les 5 drapeaux d'unités décorés à la fois de la médaille militaire et de la légion d'honneur
- Régiment d'infanterie coloniale du Maroc
- Régiment de marche de la Légion étrangère
- 2e régiment de tirailleurs algériens
- 3e régiment de zouaves
- Chasseurs à pied

### Les 32 drapeaux de régiments d'infanterie décorés de la Légion d'Honneur
- 2e régiment de chasseurs parachutistes
- Régiment d'infanterie coloniale du Maroc
- Régiment de marche de la Légion étrangère
- 1e régiment étranger d’infanterie
- 1er régiment d’infanterie coloniale
- 2e régiment d’infanterie coloniale
- 24e régiment d'infanterie coloniale
- 43e régiment d'infanterie coloniale
- 8e régiment d’infanterie
- 23e régiment d’infanterie
- 26e régiment d’infanterie
- 51e régiment d'infanterie
- 57e régiment d’infanterie
- 76e régiment d’infanterie
- 99e régiment d’infanterie
- 137e régiment d’infanterie
- 152e régiment d’infanterie
- 153e régiment d’infanterie
- 298e régiment d'infanterie
- 1er régiment de tirailleurs algériens
- 2e régiment de tirailleurs algériens
- 3e régiment de tirailleurs algériens
- 4e régiment de tirailleurs tunisiens
- 7e régiment de tirailleurs algériens
- 4e régiment mixte de zouaves et de tirailleurs (16e régiment de tirailleurs tunisiens)
- 1er régiment de tirailleurs marocains
- Goum Marocains
- 1er régiment de tirailleurs sénégalais
- 2e régiment de zouaves
- 3e régiment de zouaves
- 4e régiment de zouaves
- 8e régiment de zouaves
- 9e régiment de zouaves

### Les régiments d'infanterie les plus cités au cours des deux guerres mondiales
| Nb de citations à l'ordre de l'Armée             | 1914-1918 | 1939-1945 | Totaux |
| Régiment d'infanterie coloniale du Maroc (RICM)  | 10        | 2         | 12     |
| Régiment de marche de la Légion étrangère (RMLE) | 9         | 3         | 12     |
| 4e régiment de tirailleurs tunisiens             | 6         | 4         | 10     |
| 7e régiment de tirailleurs algériens             | 6         | 3         | 9      |
| 4e régiment de zouaves                           | 7         | 2         | 9      |
| 9e régiment de zouaves                           | 6         | 2         | 8      |

### Première Guerre mondiale
Seules 23 unités d'infanterie ont obtenu au moins 6 citations à l'ordre de l'Armée et ont été décorées de la fourragère rouge à la couleur de la Légion d'Honneur  ou de la double fourragère  (Légion d’Honneur et Croix de Guerre):
Fourragère aux couleurs du ruban de la Légion d’Honneur et du ruban de la Croix de Guerre 1914-1918 (9-11 citations à l'ordre de l'Armée)
- Régiment d'infanterie coloniale du Maroc : 10 citations
- Régiment de marche de la Légion étrangère : 9 citations

Fourragère aux couleurs du ruban de la Légion d’Honneur (6-8 citations à l'ordre de l'Armée)
- 152e régiment d'infanterie de ligne : 6 citations
- 4e régiment de zouaves : 6 citations
- 8e régiment de zouaves : 7 citations
- 6e bataillon de Chasseurs Alpins  : 6 citations
- 16e bataillon de chasseurs à pied  : 7 citations
- 27e bataillon de Chasseurs Alpins : 6 citations
- 3e bataillon de marche d’infanterie légère d’Afrique : 7 citations
- 9e régiment de zouaves : 6 citations
- 3e régiment de zouaves : 6 citations
- 2e régiment de tirailleurs algériens : 6 citations
- 4e régiment de tirailleurs tunisiens : 6 citations
- 7e régiment de tirailleurs algériens : 6 citations
- 4e régiment mixte de zouaves et de tirailleurs  (16e régiment de tirailleurs tunisiens): 6 citations
- 8e régiment d'infanterie de ligne : 6 citations
- 23e régiment d'infanterie de ligne : 6 citations
- 26e régiment d'infanterie de ligne : 6 citations
- 153e régiment d'infanterie de ligne : 6 citations
- 43e Régiment d'Infanterie Coloniale : 6 citations
- 30e bataillon de chasseurs à pied : 6 citations
- 8e bataillon de chasseurs à pied  : 6 citations
- Bataillon de Fusiliers Marins : 6 citations

### Seconde Guerre mondiale

#### Liste des divisions d'infanterie les plus décorées au nombre de citations à l'ordre de l'armée
Seules 2 divisions d'infanterie ont obtenu 4 citations à l'ordre de l'armée
- 3e division d'infanterie algérienne : 4 citations
- 1re division française libre : 4 citations

#### Liste des unités d'infanterie les plus décorées au nombre de citations à l'ordre de l'armée
Seules 13 unités d'infanterie ont obtenu au moins 3 citations à l'ordre de l'armée
- 2e régiment de chasseurs parachutistes : 6 citations
- 3e régiment de tirailleurs algériens : 4 citations
- 4e régiment de tirailleurs tunisiens : 4 citations
- 2e groupement de tabors marocains  : 4 citations
- Régiment de marche du Tchad : 4 citations (dont les 2 citations attribuées au Régiment de tirailleurs sénégalais du Tchad entre 1941 et 1943)
- 13e demi-brigade de Légion étrangère : 4 citations
- Bataillon d'infanterie de marine et du Pacifique (BIMP) : 4 citations
- Régiment de marche de la Légion étrangère : 3 citations
- 1er bataillon de choc : 3 citations
- 7e régiment de tirailleurs algériens : 3 citations
- 4e régiment de tirailleurs marocains : 3 citations
- 5e régiment de tirailleurs marocains : 3 citations
- 8e régiment de tirailleurs marocains : 3 citations

#### Liste des unités d'infanterie décorées de la fourragère (au moins 2 citations à l'ordre de l'Armée)
Fourragère avec olive aux couleurs du ruban de la Légion d'honneur (6  citations à l'ordre de l'Armée)
- 2e régiment de chasseurs parachutistes : 6 citations

Fourragère avec olive aux couleurs du ruban de la Médaille Militaire et de la Croix de guerre 1939-1945 (4-5  citations à l'ordre de l'Armée)
- 3e régiment de tirailleurs algériens : 4 citations
- 4e régiment de tirailleurs tunisiens : 4 citations
- 2e groupement de tabors marocains  : 4 citations
- Régiment de marche du Tchad : 4 citations (dont les 2 citations attribuées au Régiment de tirailleurs sénégalais du Tchad entre 1941 et 1943)
- 13e demi-brigade de Légion étrangère : 4 citations
- Bataillon d'infanterie de marine et du Pacifique (BIMP) : 4 citations

Fourragère avec olive aux couleurs du ruban de la croix de guerre 1939-1945 (2-3  citations à l'ordre de l'Armée)
- 7e régiment de tirailleurs algériens : 3 citations
- 4e régiment de tirailleurs marocains : 3 citations
- 5e régiment de tirailleurs marocains : 3 citations
- 8e régiment de tirailleurs marocains : 3 citations
- Régiment de marche de la Légion étrangère : 3 citations
- 1er bataillon de choc : 3 citations
- 1er régiment de tirailleurs marocains : 2 citations
- 2e régiment de tirailleurs marocains : 2 citations
- 6e régiment de tirailleurs marocains : 2 citations
- 7e régiment de tirailleurs marocains : 2 citations
- 1er groupement de tabors marocains  : 2 citations
- 3e groupement de tabors marocains : 2 citations
- 4e groupement de tabors marocains  : 2 citations
- 1er régiment de chasseurs parachutistes : 2 citations
- 3e régiment de chasseurs parachutistes : 2 citations
- 4e régiment de zouaves :  2 citations
- 9e régiment de zouaves :  2 citations
- 2e régiment d'Infanterie coloniale : 2 citations
- 6e régiment d'infanterie coloniale : 2 citations
- 21e régiment d'Infanterie coloniale : 2 citations
- 23e régiment d'Infanterie coloniale : 2 citations
- 43e régiment d'Infanterie coloniale : 2 citations
- 1er régiment d'infanterie : 2 citations
- Régiment d'infanterie coloniale du Maroc : 2 citations
- Régiment de tirailleurs sénégalais du Tchad : 2 citations
- 27e bataillon de chasseurs alpins
- 4e bataillon de chasseurs à pied
- 11e bataillon de chasseurs alpins
- 3e bataillon de zouaves portés
- 3e bataillon de choc
- 60e goum marocain
- 3e tabor du 1er groupe de tabors marocains
- Bataillon de marche n°2
- Bataillon de marche  n°5

## Cavalerie/Arme blindée

### Première Guerre mondiale
Fourragère aux couleurs du ruban de la Médaille militaire (4-5  citations à l'ordre de l'Armée)
- Régiment de Marche de Spahis Marocains (RMSM) (5 citations), régiment de cavalerie le plus décoré de l’armée française

## Artillerie
Fourragère aux couleurs du ruban de la Légion d’Honneur (6-8 citations à l'ordre de l'Armée)
- 61e régiment d’artillerie de campagne (21/06/1921) : 6 citations